# 林戈 (堪薩斯州)
林戈（英語：Ringo）為美國堪薩斯州克勞福德縣的非建制地區。

## 歷史
此社區的郵政局於1915年5月29日開設，期間持續營運直到1957年2月8日終止。